# Pian del Voglio
Pian del Voglio is een plaats (frazione) in de Italiaanse gemeente San Benedetto Val di Sambro.